# Aiphanes stergiosii
Aiphanes stergiosii là loài thực vật có hoa thuộc họ Arecaceae. Loài này được S.M.Niño, Dorr & F.W.Stauffer mô tả khoa học đầu tiên năm 2005.